# 노건평
노건평(盧建平, 1942년 1월 30일 ~ )은 대한민국의 기업인으로, 세무 공무원으로 근무했고, 사업가로도 활동하였다.

## 주요 이력
대한민국 제16대 대통령 노무현의 둘째 형이다. 1968년부터 1978년까지는 세무서 공무원이었고, 정원토건의 대표이사를 지냈다. 세종증권 매각비리 사건으로 기소돼 대법원에서 2년 6개월의 징역형을 선고받았다. 창원 교도소에서 수감중, 2010년 8.15 대통령 특별사면을 받고, 석방되었다.
노무현 대통령 집권 당시 친인척 구설수에 휘말려 봉하대군이라는 별칭으로 불렸다. 그는 각종 이권과 인사 개입 논란을 빚었다. 성완종의 청탁을 받고, 대통령 특사를 알선하기도 했다. 그 대가로 금품 5억원을 수수한 것으로 알려졌으나, 공소시효가 지나 처벌받지는 않는다. 2004년에는 대우건설 남상국 사장에게 연임 청탁을 받아 3천만원 뇌물을 수수하는 등 대통령이 된 동생을 돕진 못할망정 여러모로 사고를 많이 치고 다녔다.

## 생애
- 고교 야간졸업[4].
- 1968년: 3월 공무원 시험에 합격 약 10년간 세무서에서 공무원으로 근무[4][5]. 세무 공무원 교육 시험에서 전국 1등을 차지하였다고 한다[4].
  - 경남 마산세무서, 동마산세무서(현 창원세무서) 등에서 근무
- 1977년: 마산세무서 행정주사보로 재직 중, 수뢰 혐의가 드러나, 1978년 6월에 국세청에서 징계파면[6].
- 2003년
  - 1월: 인사개입설로 구설수[5].
  - 9월, 10월: 대통령 친인척비리에 대한 국회 정무위원회의 국정감사에 증인으로 채택되었으나 출석하지 않아 국회에서의 증언ㆍ감정 등에 관한 법률 위반 혐의로 벌금 200만 원에 약식기소됐다가 정식 재판에 회부되었다.[7][8].
- 2004년
  - 2월: 조선일보와 재산권 분쟁관계에 있는 방재선(방응모의 아들)과 4회 이상 만났다는 의혹을 추궁받았다.[9]
  - 2월 19일: 서울중앙지검 형사3부로부터 2003년의 국정감사에서 증인으로 채택됐으나 출석하지 않은 혐의(국회 증언·감정법 위반)로 벌금 2백만원에 약식기소했다고 밝혔다.[10]
  - 4월: 검찰이 '민경찬 펀드 의혹'을 수사하는 과정에서 대우건설 사장 남상국으로부터 "사장직을 연임할 수 있도록 힘써달라"는 청탁과 함께 3천만 원을 수수한 혐의로 불구속 기소되었다.[11]
  - 5월: 경남도 창원에 있는 창원지법 법정에 출두하는 과정에서 법원의 제지를 묵살하고 피고인 출입문이 아닌 판사와 법관들이 출입하는 전용출입문으로 법정에 출입하여 물의를 빚고 비판을 받았다.[8][12][13][14]
  - 7월: 2003년 10월에 회부된 재판에서 징역 1년이 구형된 후[15] 집행유예 2년을 선고받았다.
    - 자신은 대우건설 남상국 사장 사건과는 무관하고 조작되었다며 억울함을 항변하기도 하였다.[16][17]
    - 남상국의 대우건설 사장의 연임이 무산된 뒤 그 돈을 돌려준 것이 알려졌다.[8]
- 경남도 김해의 정원토건을 인수하여 운영.[18]
- 2006년
  - 1월 김해 태광실업 땅을 시세보다 싸게 매입해 공장을 지어 되팔고서 차액 가운데 13억8천만원을 사용한 혐의로 기소됐다. 2심 재판부는 건평씨가 차액을 횡령해 회사자금을 개인용도로 쓴 혐의는 유죄라고 판단했다. 그러나 매출이 거의 없는 회사여서 실제 피해는 크지 않은 점을 감안해 집행유예를 선고했다.[19]
  - 대법원 1부(주심 김소영 대법관)로부터 횡령과 변호사법 위반 혐의에 대해 징역 2년과 집행유예 3년을 선고한 원심을 확정했다. 변호사법 위반 혐의는 공범이 무죄를 받은데다 공소시효가 지났다는 이유로 원심과 마찬가지로 면소 판결했다.[19]
- 2008년
  - 12월 4일: 정화삼, 박연차 등에게서 뇌물을 수수한 것과 2006년 1월 세종캐피탈이 농협에 세종증권을 매각하도록 도와주고 세종캐피탈 측으로부터 29억6300만원을 받은 일로 특가법상 알선수재 혐의로 구속[18][20].
- 2010년
  - 1월 8일: 세종증권 비리 사건 관련자 무죄 판결[21][22]
  - 1월 14일: 노건평 세종증권 비리 관련 유죄
  - 8월 14일: 8.15 대통령특별사면[23]

## 논란

### 주변 계좌 뭉칫돈
2012년 5월 18일, 창원지검은 노건평의 자금관리인으로 추정되는 주변인의 계좌에서 수백억대의 뭉치돈이 발견돼 확인 중이라고 밝혔으며, 자금관리인으로 지목된 박영재 씨의 의심스러운 돈거래 내역이 너무 많아 이를 일일이 다 파악하기까지 상당한 시간이 걸릴 것이라고 밝혔다. 정치적으로 민감한 사안을 놓고 검찰의 성급한 발표로 혼란을 초래했다는 비판이 제기되었으나, 검찰은 논란이 확산되자 언론의 확인 취재를 피하였다. 같은해 12월 27일, 창원지검은 해당 사건을 협의 없음으로 처분하여 뭉칫돈에 관련한 검찰 발표는 근거 없는 것으로 판명됐다.

### 한려해상 거주자 서류날조 및 투기의혹
1998년 경남 거제시 한려해상국립공원 내 원주민인 것처럼 주택신축허가 신청서류를 작성해 국립공원관리공단측에 제출, 허가를 취득한 뒤 해당 국립공원 내에 두 채의 주택을 신축했다. 국립공원 내 주택 신축은 원주민의 실제 거주 목적이어야 가능하며, 외지인의 경우 해당 주택으로 이사 와서 거주하려는 목적이 아닐 경우 허가받기 어렵다. 또한 일반인이 국립공원 내에 별장을 신축, 사용하는 행위는 현행법상 허용되지 않는다.
그러나 건축허가 신청-승인 절차를 밟을 무렵인 1998~2001년 노건평씨의 주민등록상 주소는 경남 김해시 진영읍 본산리였다. 노씨가 당시 실제로 거주하고 있던 곳이 김해 진영이었다는 점은 수 차례에 걸친 노씨 본인의 언론 인터뷰를 통해서도 사실로 확인된 바 있다. 노씨는 건축허가신축 신청서류에 본인을 거제도 주민으로 기록했지만 실제로 그는 거제도 주민이 아니었다는 것이다. 노씨는 거제에 2채의 주택을 지은 후에도 주로 진영에 거주했다.
노건평의 부인 민미영도 같은 시기(1998~2001년) 노씨의 두 집에서 수십여m밖에 떨어지지 않은 거제도 국립공원 내 주택용지를 사들여, 근린생활시설로 형질 변경 허가를 받은 뒤 이 땅에다 커피숍을 신축했다. 노씨 부부는 이들 주택 두 채와 커피숍을 포함해 국립공원 내 구조라리 일대에 총 12필지 2132평을 소유하고 있었던 것으로 나타났다. 대선 당시엔 노건평씨 부부가 거제도에 주택 1채와 커피숍 1곳을 조성한 것으로만 알려졌었다. 등기부등본에 따르면 노건평 일가는 2002년 5월 두 주택을 제3자에게 매각했다. 비슷한 시기 대부분의 땅도 함께 매각했다. 민씨는 2003년 2월 25일 커피숍을 제3자에게 매각했다.
한편 2003년 6월 18일 한나라당 김문수 국회의원은  경남 거제시 구조라리 한려해상국립공원 내 별장 2채와 카페의 특혜건축을 허가한 장본인은 노 대통령의 고교후배인 당시 김모 한려해상국립공원 거제분소장이라는 의혹을 제기하기도 했다.

### 세종증권 매각 비리 개입
2008년 11월 19일 대검찰청 중앙수사부(박용석 검사장)는 세종캐피탈 사무실 등 5∼6곳을 압수수색하며 포문을 연 지 불과 일주일 만에 청와대 전 행정관의 연루 사실까지 밝혀지면서 수사는 매우 빠른 속도로 진행되었다.
세종증권 매각 비리에 개입대상자의 한사람으로 지목되어 수사선상에 올랐다. 세종캐피탈 홍기옥 대표(구속)는 노씨와 정대근 당시 농협 회장, 정화삼 전 대표 형제 등을 상대로 `전방위 로비'를 했다. 검찰에 따르면 홍 대표는 정씨 형제에게 접근해 "농협 정 회장과 연결해달라"고 부탁을 했고 2005년 6월 정씨 형제 소개로 노씨를 만나 인수 관련 청탁을 했다는 것이다. 범죄사실에 따르면 노씨는 2005년 초 김해시 진영읍 자신의 집에서 고향 후배인 정광용(56)씨를 통해 세종캐피탈 홍기옥 사장을 소개받았다. 이 자리에서 홍 사장은 "세종캐피탈 자회사인 세종증권(현 NH투자증권) 매각을 추진하고 있는데, 농협중앙회에서 인수하려 하니 농협중앙회 정대근 회장에게 부탁해 인수를 도와달라"는 부탁을 했다.
노씨는 정 전 회장에게 전화를 걸어 "말 좀 들어보라"며 매각 과정에 개입한 사실을 언론 인터뷰에서 시인했다. 그해 12월 22일 대검찰청 중앙수사부(박용석 검사장)는 22일 농협의 세종증권 인수 및 휴켐스 매각 비리와 관련 박연차 태광실업 회장, 고교동기인 정화삼씨 형제 등과 함께 구속기소되었다. 노씨는 2005∼2006년 정씨 형제와 공모해 세종증권이 농협에 매각되도록 정 전 회장에게 청탁하고, 인수가 성사되자 세종캐피탈 홍 사장으로부터 29억6천300만원을 받은 혐의(특정경제범죄가중처벌법상 알선수재)로 기소됐다.
그는 상고했지만 2010년 1월 14일 대법원 제3부(주심 신영철 대법관)는 농협이 세종증권을 인수토록 알선한 대가로 수십 억 원을 받아 특정경제가중처벌법상 알선수재 혐의 등으로 기소된 건평씨에 대한 상고를 기각하고 징역 2년 6개월에 추징금 3억 원을 선고한 원심을 확정했다.

### 회사 자금 횡령혐의
정원토건을 운영하면서 법인세 등 3억8천만원과 아들에게 회사주식 1만주를 증여하면서 증여세 1억4천만원을 포탈하고, 회삿돈 15억원을 빼돌려 리얼아이디테크놀러지 주식 매수 및 토지 구입에 사용한 혐의도 받았다.

### 대우건설남상국사장
그는 남상국 대우건설 사장으로부터 연임 대가로 3천만원을 받았다. 이에 당시 노무현 대통령이 대국민 방송에서 남상국 사장을 직접 지목하며, "좋은 학교 나오신 분이 시골에 있는 촌부(노건평을 지칭함)에게 가서 머리 조아리고 그러면 안된다"라고 공개적으로 비판하였다. 이 공개 비판 이후 부끄러움을 느꼈는지 남상국 사장은 한강으로 가서 투신 자살하였다. 훗날 노무현 대통령은 자서전에서 남상국의 죽음에 본인의 책임도 있다면서 후회와 미안함을 전하기도 했다.

### 경남기업 성완종 회장
2015년 7월 2일 성완종 리스트 관련 성완종 경남기업 회장에게도 특별사면을 대가로 5억원 상당의 뇌물을 받은 것으로 확인되었다. 7월 2일 성완종 리스트 의혹을 수사한 검찰 특별수사팀(팀장 문무일 검사장)은 성완종 전 경남기업 회장이 노무현 전 대통령의 친형 건평씨에게 특별사면을 부탁하고 금품을 전달한 단서를 확보했다고 밝혔다. 특별수사팀은 이날 중간 수사결과를 발표하는 자리에서 성완종 전 회장이 5억원 정도의 금액을 건평씨에게 특별사면 대가로 전달했다고 덧붙였다.
성 전 회장의 2차 특별사면 청탁을 들어준 대가로 공사대금 증액을 통해 2008년 1~2월 5억여원을 받은 혐의 사실을 확인했으나, 알선수재죄의 공소시효인 7년이 이미 지나버려 처벌할 수 없다는 결론을 냈다고 밝혔다. 검찰은 또 2005년 5월 성 전 회장의 1차 특별사면 때도 3000만원을 받고 청탁을 들어준 혐의가 있으나, 이 역시 같은 이유로 처벌할 수 없다고 덧붙였다.
7월 7일 성완종 전 경남기업 회장의 특별사면에 돈을 받고 관여한 혐의로 검찰 조사를 받은 노무현 전 대통령의 형 건평(73)씨가 국가를 상대로 위자료 1억원을 청구하는 손해배상 청구소송을 창원지방법원에 제기했다. 그는 정재성 변호사를 통해 언론에 3천만원을 받은 사실도 없고, 사면 청탁을 받지도 않았다고 밝혔다.

### 2010년 광복절 특별사면 관련 논란
2010년 8월 15일의 특별 사면되었다. 이때 노건평 등의 사면안을 법무부 외부심사위원들 대다수가 반대했다. 징역 2년 6개월을 선고받았는데, 형기의 3분의 2를 채워야 형 집행면제 대상에 올린다는 일반적인 기준에 맞지 않는 결정이었다. 한 외부 심사위원은 “이 사면은 국민의 호응도 받지 못하고, 결국 사면에 관여한 모든 사람이 비난의 대상이 될 것이다”라고 발언했다.

### 법관 전용 출입문 이용 논란
2004년 4월 30일 남상국 대우건설 사장 사건 관련 법원 출입 시, 그는 법관이 아닌데 법관 전용 출입문을 이용하여 논란이 되었다. 노건평은 이날 오전 9시30분 창원지법 제315호 법정부(재판장 최인석)에서 열리는 첫 공판에 출석하면서 취재진을 따돌리려고 일반 불구속 피고인이 드나드는 출입문을 피해 판사 전용 통로를 거쳐 법관출입문으로 법정에 출입했다. 그는 취재진을 따돌리려는 듯 법관 전용 출입문을 이용해 출석한 뒤 퇴정 때에도 같은 문을 이용했다.
이때 그는 법원의 승인없이 법관 전용 출입문과 통로를 이용한 것이었다.
창원지법 박성철 수석부장판사는 "방호원들이 '방청객이나 일반인은 출입할 수 없다'고 제지했지만 법무사 朴씨가 '재판부의 허락을 받았다'고 거짓말한 뒤 건평씨 일행과 함께 법정으로 간 것으로 밝혀졌다"고 설명했다. 박 수석부장판사는 "건평씨의 판사 전용출입문 이용에 대한 경위를 대략적으로 확인한 결과 박 법무사가 법원 방호원과 경위 등에게 허위로 진술하고 출입한 것으로 드러났다"며 "법정을 모독한 처사였다"고 지적했다. 창원지방법원은 “진상조사 결과 건평씨와 알고 지내는 박모(50) 법무사가 법원 1층 방호원과 3층 청경에게 ‘재판부에 얘기했다’며 거짓말을 한 뒤 법관 전용 출입문을 이용한 것으로 드러났다”며 “박씨에 대해 위계에 의한 공무집행방해죄를 적용, 처벌하는 방안을 검토 중”이라고 밝혔다.

## 가계
- 부: 노판석(盧判石, 1900년 ~ 1976년)
- 모: 이순례(李順禮, 1904년 ~ 1998년)
  - 누나: 노명자(盧明子)(1928년~2013년 5월 19일)
  - 형: 노영현(盧英鉉)(1932년~1973년)
  - 형수 서영옥
    - 조카 노지원(1965년~)

  - 누나: 노영옥(盧英鉉, 1938년 ~ 현재)
  - 동생: 노무현(盧武鉉, 1946년 ~ 2009년)
  - 제수: 권양숙(권오석의 딸)
- 배우자: 오명례(吳明禮, 1948년 ~ 1976년 4월 2일), 교통사고 사망
  - 딸: 노지연(1972년 ~ )[39]
  - 사위: 연철호
  - 아들: 노상욱(盧尙煜 1975년 ~ )[40]
- 배우자(이혼): 오순정(吳順貞, 1957년 11월 5일 ~ , 1979년 합의이혼), 교육인, 음악학원 운영
  - 딸: 노현지(盧炫知)
- 배우자: 민미영(閔美迎, 1957년 ~ )
  - 딸: 노희정 (盧希正 1981년 ~ )[41]
- 기타
  - 처남: 민경찬, 민미영의 남동생

## 기타
- 노 전 대통령의 형 노건평 씨 세종증권 인수청탁 사건 수사
- 추징금 안 냈는데도 ‘신속 사면’ 시사IN 2013.02.08.
- 외부 심사위원 4명중 3명, 노건평-서청원 사면 반대했다 동아일보 2015.08.22.
- 노건평은 누구인가? YTN 2008.12.01.
- 검찰 “노건평 수백억 말한적 없다” 경향신문 2012.05.21.